# Siayan
Siayan est une localité de la province de Zamboanga du Nord, aux Philippines. En 2015, elle compte 34 966 habitants.